# Jan Krob
Jan Krob (* 27. dubna 1987 Beroun) je český profesionální fotbalista, který hraje na pozici levého obránce za český klub FK Jablonec. Je také bývalým českým mládežnickým reprezentantem.
Mimo Česko působil na klubové úrovni na Slovensku.

## Klubová kariéra
Svoji fotbalovou kariéru začal v mužstvu FK Králův Dvůr, odkud v průběhu mládeže zamířil ve svých dvanácti letech do Sparty Praha, kde prošel zbylými mládežnickými výběry.

### Sparta Praha
V roce 2005 se propracoval do seniorské kategorie. V A-týmu prakticky nehrál a nastupoval za rezervu nebo hostoval v jiných klubech. Celkem za A-tým odehrál 8 zápasů (6 v sezoně 2008/09 a 2 v ročníku 2010/11), ve kterých se střelecky neprosadil.

#### Kladno (hostování)
Na jaře 2008 hrál za mužsvo SK Kladno, kde působil na hostování. Dal jeden gól (z penalty proti FK Baník Most na 1:1) v 11 ligových střetnutích. Jednalo se o jeho první starty v nejvyšší soutěži.

#### Dynamo České Budějovice (hostování)
V sezoně 2009/2010 hostoval v Českých Budějovicích, kde nastoupil dohromady k 21 ligovým střetnutím, v nichž branku nevsítil.

#### Tatran Prešov (hostování)
V červenci 2011 zamířil na půlroční hostování s opcí do slovenského Tatranu Prešov, který se pro hráče stal prvním zahraničním angažmá. V klubu nakonec odehrál celou sezonu a ve 26 utkáních jednou rozvlnil síť (z penalty proti FK Dukla Banská Bystrica na 2:2).

#### Graffin Vlašim (hostování)
V průběhu podzimu 2012 odešel na půl roku hostovat do Graffinu Vlašim (nyní FC Sellier & Bellot Vlašim). Za klub dal dvě branky (první proti FC Tescoma Zlín na 2:1, druhý proti FK Bohemians Praha na 1:3) v 7 střetnutích.

### Tatran Prešov
V zimním přestupovém období sezony 2012/13 Spartu definitivně opustil a vrátil se na přestup do Prešova, kde podepsal smlouvu do 30. 6. 2014. V 9 zápasech gól nevstřelil. Mužstvo na jaře 2013 sestoupilo do 2. ligy.

### Teplice
Před ročníkem 2013/14 odešel na roční hostování s opcí do klubu FK Teplice, které měli o hráče zájem již v minulosti. Za tým odehrál v dané sezoně 24 utkání, branku nedal. V červenci 2014 do mužstva přestoupil. Na podzim 2014 byl v několika zápasech kapitánem.

## Reprezentace
V roce 2008 nastoupil ke dvěma utkáním za českou reprezentaci do 21 let, střelecky se neprosadil.